# Shuriken
Shuriken (手裏剣, espasa darrere de la mà) és una arma tradicional del Japó. L'art marcial del shuriken es diu shuriken-jutsu (tècnica del shuriken) o shuriken-do (camí del shuriken).
Al principi, els shurikens eren de fusta (todu), però es van canviar per metall perquè suposaven una major efectivitat. Té unes puntes afilades i vores tallants amb els quals s'atacava als enemics. Moltes vegades, aquestes armes estaven enverinades per a millorar la seua efectivitat.

## Tipus

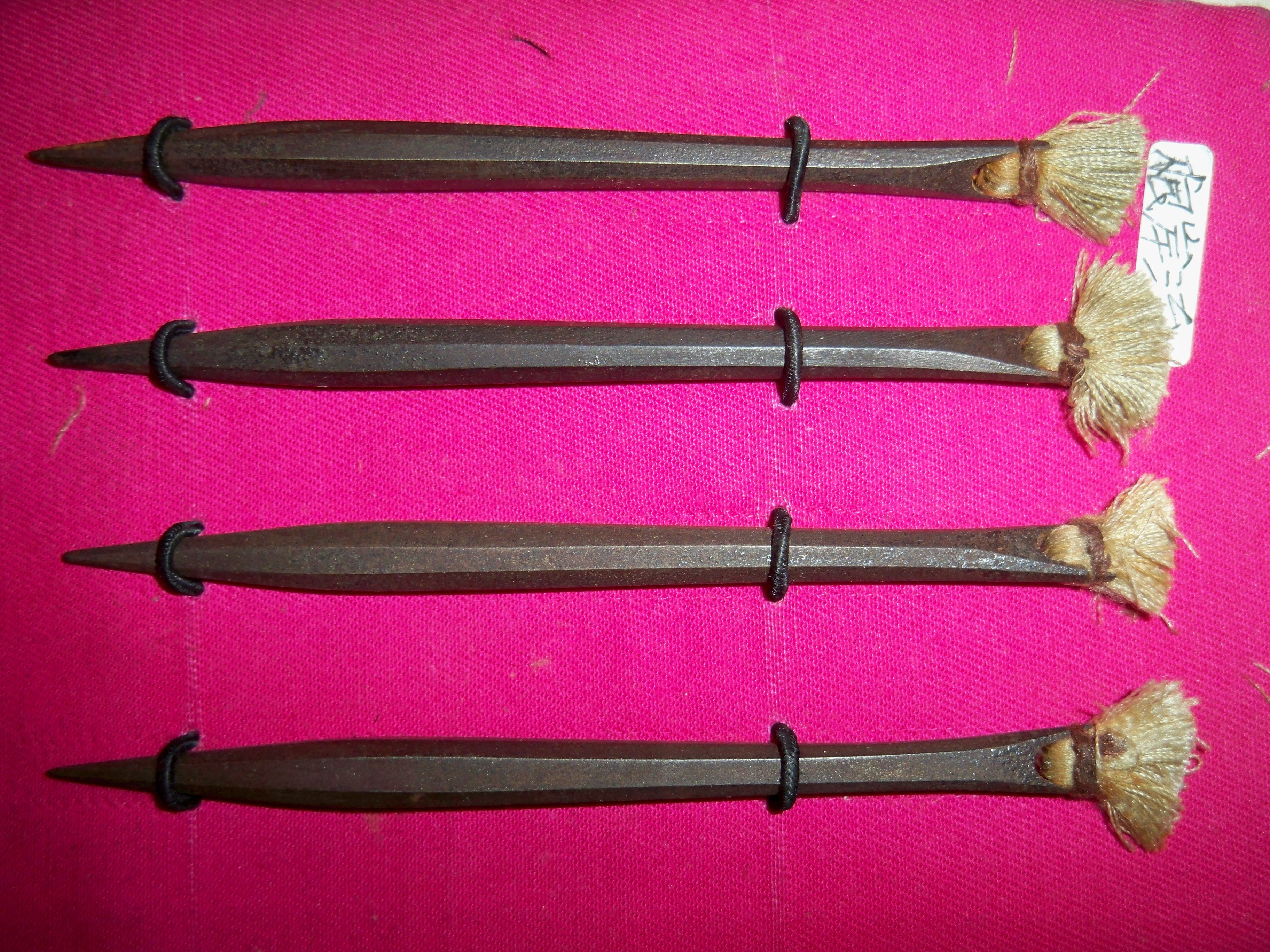
Bo Shuriken.

- Les kunoichi utilitzen també com arma de llançament el kanzashi, peça metàl·lica o de fusta que utilitzaven per a sostenir la trossa del cabell.
- Tenim dins del grup de shuriken els anomenats fukumi bari, que se duen en la boca per a ser bufats a la cara de l'adversari.

Les varietats principals són: 
- El Bô shuriken (棒手裏剣) dards.
- El Hira shuriken, llençant les fulles en punts múltiples, anomenats de vegades kurumaken (車剣) també conegut més comunament en l'oest com llançament d'estrelles a causa de la seua forma. Utilitzat per shinobis.

- Els shakken (estrelles) utilitzats per al llançament, constaven generalment de quatre puntes, ja que si en tenien més es considerava que eren molt difícils de dirigir en la seua trajectòria i eren massa cridaners.

## Història
Al principi, els shuriken van ser circulars i sense puntes i eren denominats Horin shuriken.
Els shuriken estaven influenciats pels Chakres Budistes, les seues formes podien ser quadrades, triangulars, hexagonals, etc. i tenien de tres a vuit puntes.
Al contrari de la creença general provocada per videojocs, pel·lícules, etc., el shuriken no es va dissenyar com arma primària sinó com una arma de distracció o arma tàctica. A més era comuna l'usar-lo a manera d'element tallant i/o punxent, però era llançat cap a l'atacant com últim recurs.
En el passat els shuriken van ser utilitzats com mitjans d'advertiment i intimidació, per a enviar missatges d'amenaces de mort als enemics. Els primers shuriken, forquetes que subjectaven el pèl eren armes del passat. L'ús comú del shuriken és reflectir la llum del sol creant uns segons de ceguesa que es fan molt valuosos en el combat, llançar-lo a la cara de l'adversari per a causar-li ferides als ulls o evitar que s'acoste i enverinar a l'oponent afegint-li verí en les puntes i el fil (si en tinguera). El shuriken es podria utilitzar en el camp de batalla d'aquesta manera: un grup ocult entre els matolls llança un shuriken per a frenar l'atac o bé per a utilitzar la distracció i fugir.